# Indywidualne Mistrzostwa Polski w Zapasach 1989

## Mistrzostwa Polski w Zapasach1989

### Mężczyźni
- styl wolny

42. Mistrzostwa Polski – x – x 1989, Warszawa
- styl klasyczny

59. Mistrzostwa Polski – x – x 1989, Katowice

## Medaliści

### Mężczyźni

#### Styl wolny
| Kategoria: | Złoto:                           | Srebro:                              | Brąz:                                 |
| 48 kg      | Stanisław Szostecki Stal Rzeszów | Ryszard Kajszczak Grunwald Poznań    | Edward Szałęga Stal Rzeszów           |
| 52 kg      | Stanisław Dziopak Stal Rzeszów   | Marek Janiszewski Budowlani Koszalin | Ryszard Fiegie Boruta Zgierz          |
| 57 kg      | Ryszard Wójcik Śląsk Wrocław     | Tadeusz Wolny Lotnik Wrocław         | Grzegorz Atłasik Stal Rzeszów         |
| 62 kg      | Jan Krzesiak Slavia Ruda Śląska  | Wojciech Wójcik Śląsk Wrocław        | Bogdan Strzałka Śląsk Wrocław         |
| 68 kg      | Władysław Wyrwał Śląsk Wrocław   | Grzegorz Zieliński Grunwald Poznań   | Maciej Deryj Grunwald Poznań          |
| 74 kg      | Krzysztof Walencik GKS Tychy     | Tadeusz Solecki Stal Rzeszów         | Zbigniew Strzelczyk Gwardia Warszawa  |
| 82 kg      | Wojciech Szawan Stal Rzeszów     | Krzysztof Wójtowiec Gwardia Warszawa | Józef Niemiec Gwardia Warszawa        |
| 90 kg      | Jerzy Nieć Stal Rzeszów          | Piotr Truchan Budowlani Koszalin     | Władysław Dziura Slavia Ruda Śląska   |
| 100 kg     | Adam Chojnacki Grunwald Poznań   | Kordian Ćwirko Górnik Zabrze         | Mieczysław Bartulski Gwardia Warszawa |
| 130 kg     | Tomasz Kupis Boruta Zgierz       | Ryszard Krupa Stal Rzeszów           | Tomasz Rynkiewicz Boruta Zgierz       |

#### Styl klasyczny
| Kategoria: | Złoto:                                          | Srebro:                                      | Brąz:                                      |
| 48 kg      | Andrzej Głąb Cement Gryf Chełm                  | Krzysztof Czyżewski Legia Warszawa           |                                            |
| 52 kg      | Stanisław Wróblewski Siła Mysłowice             | Jacek Ślęzak Piotrcovia Piotrków Trybunalski | Harald Foerster GKS Katowice               |
| 57 kg      | Robert Banaś GKS Katowice                       | Stanisław Pawłowski Zagłębie Wałbrzych       | Grzegorz Szyszka PTC Pabianice             |
| 62 kg      | Ryszard Wolny Unia Racibórz                     | Ryszard Matysko Cement Gryf Chełm            | Włodzimierz Zawadzki Legia Warszawa        |
| 68 kg      | Piotr Troczyński Zagłębie Wałbrzych             | Mariusz Przygoda GKS Katowice                | Roman Popiołek Siła Mysłowice              |
| 74 kg      | Józef Tracz Śląsk Wrocław                       | Jarosław Siuj GKS Katowice                   | Andrzej Sulewski Zagłębie Wałbrzych        |
| 82 kg      | Marian Borkowski GKS Katowice                   | Henryk Topór Zagłębie Wałbrzych              | Karol Sala Piotrcovia Piotrków Trybunalski |
| 90 kg      | Paweł Grzybicki Piotrcovia Piotrków Trybunalski | Robert Wajszczuk GKS Katowice                | Marek Kraszewski Śląsk Wrocław             |
| 100 kg     | Andrzej Wroński Legia Warszawa                  | Bogusław Dąbrowski Zagłębie Wałbrzych        | Paweł Rozenbajger GKS Katowice             |
| 130 kg     | Sławomir Źróbek GKS Katowice                    | Bogdan Skowroński Zagłębie Wałbrzych         | Jerzy Gryc Zagłębie Wałbrzych              |